# Метрополис (филм)
Вижте пояснителната страница за други значения на Метрополис.
„Метрополис“ (на немски: Metropolis) е немски ням филм от 1927 година, счита се за първия пълнометражен научнофантастичен филм в историята на киното. Режисиран е от Фриц Ланг и за времето си е най-скъпата кинопродукция.
Филмът представлява градска антиутопия, в която синът на богатия кмет на града и млада жена на име Мария се опитват да превъзмогнат голямата пропаст разделяща класите в града.
Оригиналната версия на филма от 153 минути така и не е напълно възстановена, но през 2008 в Аржентина е открита повредена лента на оригинала, която е реставрирана през 2010 и общото ѝ времетраене е 148 минути. Реставрираната версия става първият филм, правен някога, в Световното документално наследство на ЮНЕСКО.